# Characodoma cribritheca
Characodoma cribritheca är en mossdjursart som först beskrevs av Busk 1884.  Characodoma cribritheca ingår i släktet Characodoma och familjen Cleidochasmatidae. Inga underarter finns listade i Catalogue of Life.